# Лазар Штековић
Лазар Лазо Штековић (Петриња, код Костајнице, 10. новембар 1924 — Београд, 22. март 1952) био је учесник Народноослободилачке борбе, официр ЈНА и народни херој Југославије.

## Биографија
Рођен је 10. новембра 1924. године у селу Петрињи, код Костајнице. Потиче из сиромашне сељачке породице, његови родитељи Перо и Милева, имали су десеторо деце. Због лошег материјалног стања, Лазо је морао да прекине школовање и придружио се родитељима у тешким земљорадничким пословима.
Заједно са оцем Пером и братом Милошем, Лазо је учествовао у првој устаничкој акцији на Козари, у нападу на Костајницу, 31. јула 1941. године. У тој првој устаничкој акцији погинуо му је отац Перо, крај моста на Уни. У јесен 1941. године, погинуо му је и старији брат Милош, а затим му је стрељана мајка Милева.
У лето 1942. године, за време непријатељске офанзиве на Козару, Лазо је учествовао у борбама на цести Приједор–Босанска Дубица, када је пробијен обруч и спасен збег од око 10.000 Козарчана. Учествовао је такође и у борбама на Поглеђу, Добрљину и нападу на бункере око Босански Нови, које су вођене да се растерете партизанске снаге, које су остале у окружењу на Козари.
Када је 22. септембра 1942. године, на пропланку Палеж, на Козари, формирана Пета крајишка козарска ударна бригада Лазо постаје њен борац. Са бригадом је учествовао у многим борбама — за ослобођење Бихаћа, у Бркићима и Језеру, Куртовом селу и Србљанима. У борбама на сектору Сухача и Мијеске главе, 18. новембра 1942. године, Лазо је храбро јуришао на бункере на линији Нови Град–Љубија.
У току Четврте непријатељске офанзиве, када се Пета крајишка ударна бригада нашла у изузетно тешкој ситуацији — у готово непрекидним борбама и покрету по јакој хладноћи и глади, Лазо је учествовао у разбијању Немаца на цести Босанска Крупа–Бараке и извлачењу осталих делова изнемогле бригаде у подгрмечка села. Тада је, марта 1943. године, примљен у Комунистичку партију Југославије (КПЈ).
Учествовао је у многим борбама бригаде током 1943. године. С групом бомбаша похваљен је за подвиг под Тешањском тврђавом, а у нападу на Бању Луку, уочи Нове 1944. године, налазио се међу десет бораца који су уништили непријатеља у утврђеном манастиру.
Када је Пета крајишка ударна бригада стигла пред Београд, октобра 1944. године, Лазо се налазио на челу вода. У борбама вођеним за ослобођење Београда, нарочито се истакао на Бановом брду, када су заробљени немачки топови и у борбама с Немцима за врх Авале.
После ослобођења Југославије, наставио је професионалну каријеру у Југословенској армији (ЈА), школовањем на Војној академији, после чега је био распоређен у гардијску јединицу у Београду. Погинуо је несрећним случајем 22. марта 1952. године.
Носилац је Партизанске споменице 1941. и других југословенских одликовања. Орденом народног хероја одликован је, међу првим борцима НОВ и ПОЈ, 15. новембра 1944. године.